# Daireaux
Daireaux är en kommunhuvudort i Argentina.   Den ligger i provinsen Buenos Aires, i den centrala delen av landet, 400 km sydväst om huvudstaden Buenos Aires. Daireaux ligger 118 meter över havet och antalet invånare är 16 804.
Terrängen runt Daireaux är mycket platt.
Trakten runt Daireaux består till största delen av jordbruksmark. Runt Daireaux är det mycket glesbefolkat, med 4 invånare per kvadratkilometer.